# Ballast Nedam

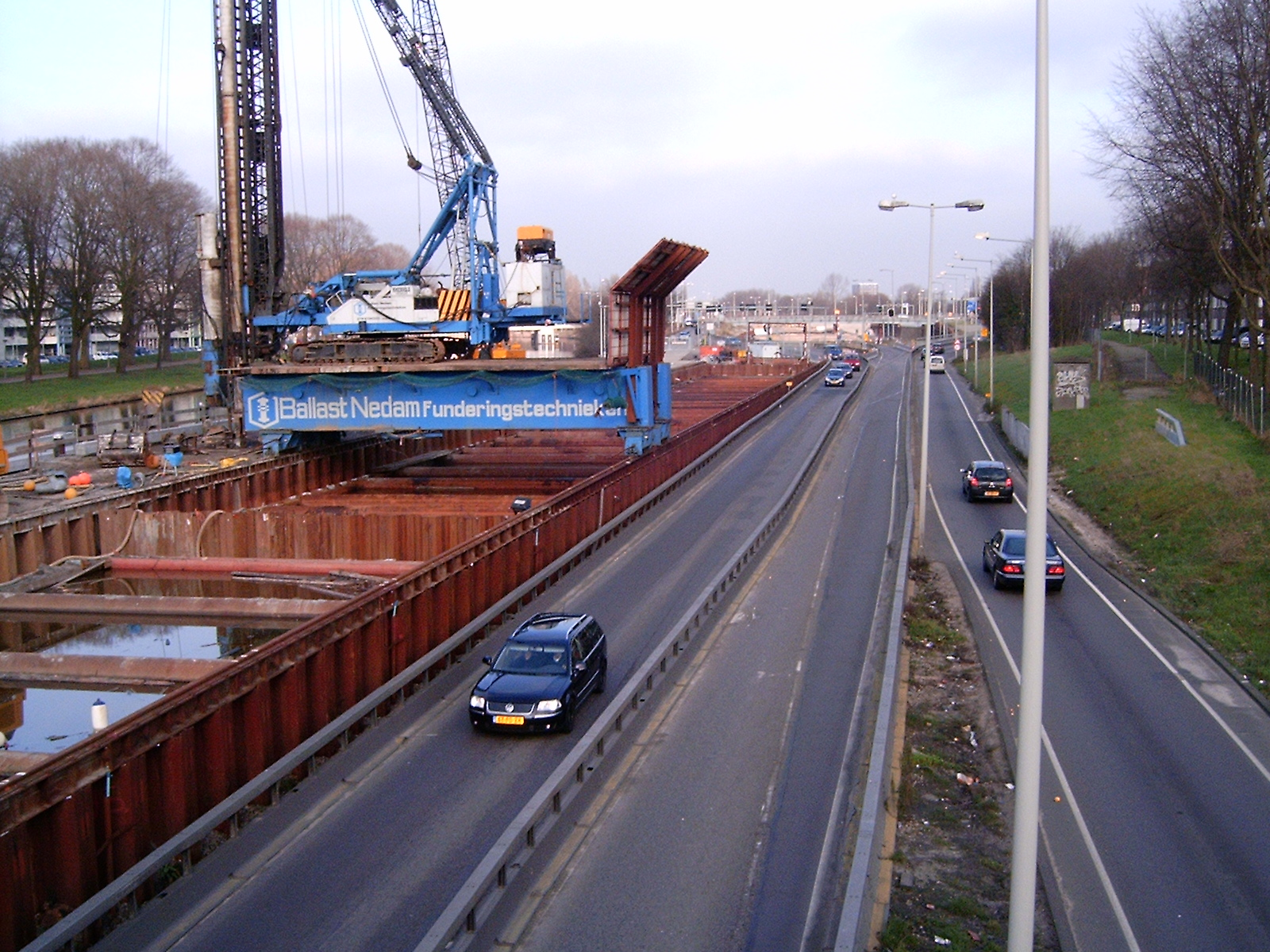
Noord/Zuidlijn, nabij Noorderpark, Amsterdam-Noord; februari 2007

Ballast Nedam is een Nederlands bouwbedrijf. In juli 2015 deed het Turkse bouwbedrijf Renaissance Construction een succesvol overnamebod op Ballast Nedam.

## Bedrijfsprofiel
Ballast Nedam houdt zich bezig met activiteiten in meerdere fasen van het bouwproces. Het concern is voornamelijk actief op de Nederlandse markt. Ballast Nedam is de vijfde in omvang (2015) van de Nederlandse bouwconcerns, na BAM, Volker Wessels, Heijmans en TBI.

### Resultaten
Over 2014 rapporteerde Ballast Nedam een groot negatief bedrijfsresultaat van € 65 miljoen. Vooral het segment Infrastructuur deed het slecht met een verlies van € 59 miljoen door de kostenoverschrijdingen op het project A15 Maasvlakte - Vaanplein, de A2 bij Maastricht en andere infrastructurele projecten. Verder waren er bijzondere resultaten zoals € 28 miljoen aan kosten voor herstructureringen en reorganisaties, € 11 miljoen aan afwaarderingen op grondposities, activa en goodwill en een boekwinst van € 76 miljoen op desinvesteringen. In 2018 rapporteerde het bedrijf voor het eerst sinds 2012 weer een bescheiden nettowinst.
| Jaar | Omzet           | Winst            |
| ---- | --------------- | ---------------- |
| 2004 | € 1,164 miljard | € 13,0 miljoen   |
| 2005 | € 1,206 miljard | € 20,0 miljoen   |
| 2006 | € 1,310 miljard | € 44,0 miljoen   |
| 2007 | € 1,270 miljard | € 27,0 miljoen   |
| 2008 | € 1,426 miljard | € 24,0 miljoen   |
| 2009 | € 1,384 miljard | € 6,0 miljoen    |
| 2010 | € 1,359 miljard | € 7,0 miljoen    |
| 2011 | € 1,382 miljard | € 9,0 miljoen    |
| 2012 | € 1,296 miljard | € −41,0 miljoen  |
| 2013 | € 1,268 miljard | € −41,0 miljoen  |
| 2014 | € 1,166 miljard | € −103,0 miljoen |
| 2015 | € 0,850 miljard | € −41,0 miljoen  |
| 2016 | € 0,789 miljard | € −75,8 miljoen  |
| 2017 | € 0,741 miljard | € −44,4 miljoen  |
| 2018 | € 0,741 miljard | € 12,3 miljoen   |
| 2019 | € 0,874 miljard | € 11,7 miljoen   |
| 2020 | € 0,947 miljard | € 26,7 miljoen   |
| 2021 | € 1,042 miljard | € 31,7 miljoen   |
| 2022 | € 1,431 miljard | € 36,5 miljoen   |
| 2023 | € 1,113 miljard | € 23,7 miljoen   |

## Geschiedenis

### Voorlopers

#### Ballast Mij
Ballast Nedam begint in 1877 als de Amsterdamse Ballast Maatschappij. Het bedrijf speelde in op het tot stand komen van het Noordzeekanaal. Lege koopvaardijschepen die de zee opvoeren vanaf dit kanaal kregen duinzand als ballast mee wat de naam verklaart. Hierna ging het bedrijf zich ook toeleggen op het uitbaggeren van vaarwegen. In het begin van de 20e eeuw groeide het bedrijf uit onder leiding van de straten- en wegenbouwer Charles de Vilder uit Amsterdam. Het was niet langer alleen een zandleveringsbedrijf en baggeraar, maar dit bleef een groot deel van de activiteiten uitmaken.
Sinds 1928 wordt er ook gewerkt met het dan vrij nieuwe materiaal beton in de bouw en civiele techniek. In 1932 is het bedrijf betrokken bij de aanleg van de Afsluitdijk.
Tijdens de Tweede Wereldoorlog doet het bedrijf zaken met de Duitse bezetter. Hiervoor worden bunkers gebouwd en verdedigingslinies en vliegvelden aangelegd. Na de oorlog werd op verdenking van oorlogsmisdaden op 26 mei 1945 de toenmalige directeur van de ABM, Phons de Vilder gearresteerd. Tot persoonlijke vervolging zal het, ondanks heftige protesten in de pers en vanuit de publieke opinie niet komen. Wel wordt het bedrijf zelf aangeklaagd. Het Haags Bijzonder gerechtshof oordeelde dat hoewel het bedrijf vlak na de bezetting advies had ingewonnen bij hoge Nederlandse ambtenaren van het ministerie, dit geen vrijbrief vormde voor de meest ernstige vorm van collaboratie. Het sprak het oordeel uit dat het bedrijf schuldig was aan het werken voor de bezetter maar gaf ontslag van rechtsvervolging omdat ze het gegeven ambtelijke advies enkel hadden uitgevoerd. Het bedrijf en zijn toenmalige voorman De Vilder hebben hierdoor heel lang de bijnaam Bunkerbouwer gehouden.
Na de oorlog is het bedrijf betrokken bij de bouw van de Velsertunnel in 1957.

#### Nedam
In 1899 begint aannemer H.F. Boersma in Rotterdam met de bouw van vooral landhuizen en villa's maar wordt landelijk bekend door de bouw van het Vredespaleis in 1913. Vier jaar later richt hij de N.V. Nederlandse Aannemingsmaatschappij op, in het kort "Nedam" genoemd. De bouwactiviteiten worden in 1921 uitgebreid naar het toenmalige Nederlands-Indië. Bekendheid verwerft het bedrijf verder door een aantal grote bouwprojecten zoals het Congresgebouw in Den Haag en het hoofdkantoor van de Nederlandse Handelsmaatschappij van architect Karel de Bazel aan de Vijzelstraat te Amsterdam.

### Ballast Nedam Groep
In 1969 fuseren Ballast en Nedam en ontstaat de Ballast Nedam Groep. De bagger- en bouwactiviteiten worden ook internationaal verder uitgebouwd en het bedrijf is betrokken bij diverse grote projecten zoals het aanleggen van de luchthaven in Koeweit. In Nederland wordt onder meer meegewerkt aan de Oosterscheldekering in 1986, de uitbreidingen van de luchthaven Schiphol en de bouw van het Amsterdamse stadhuis en operagebouw de Stopera in 1986. In 1974 wordt Grootel’s Bouwmaatschappij aangekocht en geïncorporeerd en in 1977 krijgt het bedrijf de naam Ballast Nedam B.V.
In 1987 koopt British Aerospace alle aandelen Ballast Nedam voor £ 44 miljoen. Het bedrijf is nauw betrokken bij het Al Yamamah contract, een transactie van £ 20 miljard tussen Engeland en Saudi-Arabië. British Aerospace levert veel militaire vliegtuigen en Ballast Nedam bouwt de noodzakelijke infrastructuur. In 1993 drogen de opdrachten op en British Aerospace biedt Ballast Nedam te koop aan. Boskalis toont interesse als koper. Drie weken nadat Boskalis het bod had ingetrokken wordt Ballast Nedam verkocht voor 500 miljoen gulden aan een consortium van ING Groep, met 49,99% van de aandelen, het Duitse bouwbedrijf Hochtief (48%) en het pensioenfonds van Ballast Nedam (2%). In mei 1994 verkoopt ING een deel van het aandelenpakket en daarmee keert Ballast Nedam terug op de effectenbeurs.
Door diverse verdere aankopen in de jaren negentig breidt het bedrijf verder uit maar met weinig financieel succes. In 2002 is de financiële situatie zo verzwakt dat het een derde in het zeer winstgevende baggerbedrijf Ballast Ham Dredging moet verkopen voor 210 miljoen euro. Met de opbrengst kan het nipt een lening van 54 miljoen euro aflossen. De winst op de verkoop van 60 tot 70 miljoen euro versterkt de solvabiliteit van het bedrijf. De internationale projectenmarkt wordt ook verlaten en de focus wordt hoofdzakelijk gericht op Nederland.
In mei 2004 verkoopt Hochtief zijn hele aandelenbelang in Ballast Nedam aan De TCN Groep in Nieuwegein en Wedge International uit Amsterdam. Zij nemen elk een aandelenbelang van 24% in het bouwbedrijf. Wedge International is in handen van de Libanese zakenman Issam Fares. Fares was 20 jaar daarvoor enige tijd al eigenaar geweest van Ballast Nedam.

#### Strategische heroriëntatie
Door aanhoudend slechte marktomstandigheden en tegenvallende resultaten in 2013 gaat Ballast Nedam haar strategie richten op grote complexe projecten, waarvan de resultaten door de cyclus heen goed zijn. Regionale bouwbedrijven worden samengevoegd en diverse bedrijven die niet langer passen in de strategie worden verkocht. Over 2013 verwachtte het bedrijf een fors verlies van bijna € 30 miljoen, waarvan ongeveer de helft reorganisatiekosten en bijzondere afwaarderingen beslaan. Ballast Nedam kwam met een claimemissie van € 30 miljoen om het vermogen aan te vullen.
In november 2014 wordt de offshoredivisie verkocht aan baggerbedrijf Van Oord. Dit onderdeel levert diensten voor de aanleg van windmolenparken op zee. Van Oord neemt het hefvaartuig Svanen en ongeveer 50 man aan maritiem bouwpersoneel over. De overnamesom werd niet bekendgemaakt, maar op de verkoop realiseerde Ballast Nedam een significante boekwinst.
In mei 2015 besluit het bestuur de belangen in grote infraprojecten te gaan inperken, zo neemt het economisch belang in het project A15 Maasvlakte-Vaanplein af van 40% naar 10%. Verder wordt het vermogen versterkt. Een claimemissie van € 20 miljoen groot zal volgen die gegarandeerd is door Strukton en het bankensyndicaat. Verder zal achtergesteld vermogen ter beschikking worden gesteld en Ballast krijgt projectfinanciering ter waarde van € 265 miljoen.

#### Bod van Renaissance Construction
In juli 2015 brengt de Turkse bouwonderneming Renaissance Construction een bod uit op Ballast Nedam. Renaissance biedt € 30 miljoen en zal ook hetzelfde bedrag steken in Ballast Nedam om de financiële positie te verstevigen. De eerder aangekondigde claimemissie gaat hierdoor niet door. Ballast Nedam was al op zoek naar een koper sinds het begin van het jaar. Renaissance werd opgericht door Erman Ilicak en telt zo’n 25.000 werknemers. Het bedrijf is nu nog vooral actief in Rusland en Turkije en heeft de ambitie tot de grootste bouwconcerns van de wereld uit te groeien. Op 9 september verlaagt Renaissance het bod van € 1,55 naar 30 eurocent per aandeel. In plaats van € 30 miljoen, heeft het bod nu een waarde van € 13,6 miljoen. Reden voor de verlaging van het bod zijn nieuwe financiële tegenvallers. Op 1 december 2015 heeft Renaissance 80% van de aandelen in handen. Op 26 februari 2016 is de beursnotering gestopt.

#### Overname Hurks
Medio december 2024 werd de overname bekendgemaakt van Hurks Groep. Ballast Nedam versterkt hiermee haar marktpositie in bouw- en projectontwikkeling in met name Midden- en Zuid-Nederland. Hurks Groep is een familiebedrijf dat in 1916 in Eindhoven is opgericht. Hurks realiseerde in 2023 een omzet van € 143 miljoen en behaalde daarmee een winst vóór belastingen van € 9 miljoen.

## Omkoopschandaal
In december 2012 trof Ballast Nedam een schikking met het Openbaar Ministerie (OM). Het bouwbedrijf kocht strafvervolging wegens omkoping af door een boete van € 5 miljoen te betalen. Verder moest het afzien van een vordering op de belastingdienst van € 12,5 miljoen waarmee de totale kosten op € 17,5 miljoen uitkwamen. Ballast Nedam werd verdacht van het betalen van steekpenningen aan buitenlandse tussenpersonen in Saoedi-Arabië in de periode 1996-2004. Het bedrijf heeft de kwestie in januari 2011 zelf aangekaart bij het OM. KPMG schikte in december 2013 voor 7 miljoen euro vanwege het verhullen van die buitenlandse betalingen. Op 25 april 2014 kwam naar buiten dat topman Theo Bruijninckx destijds werd afgeluisterd door Justitie, hoewel hij zelf geen verdachte was. Uiteindelijk werd 10 juli 2018 Martin W., ex bestuurder, veroordeeld tot 12 maanden gevangenisstraf, waarvan 10 voorwaardelijk, en 100.000 euro boete.
Er is onduidelijkheid ontstaan of dubieuze betalingen aan Suriname in de schikking van eind 2012 zijn meegenomen. Het bouwbedrijf betaalde vanaf 1997 in termijnen 34 miljoen gulden om twee bruggen, waaronder de Wijdenboschbrug, te mogen bouwen. Het geld zou onder meer overgemaakt zijn naar toenmalig president Jules Wijdenbosch en zijn toenmalig adviseur van staat Desi Bouterse – later president van Suriname. Al in 1997, bij het gunnen van de opdracht, gingen er geruchten over omkoping door Ballast Nedam. Tegen enkele voormalige leidinggevenden van Ballast Nedam en tegen drie betrokken individuele ex-partners van KPMG loopt nog een onderzoek. Tegen de Ballast-leidinggevenden vanwege vermeende betrokkenheid bij omkoping, tegen de accountants vanwege de verdenking van het verhullen daarvan.
Op Kamervragen die de SP stelde, weigerde minister Ivo Opstelten in februari 2014 de schikking met de accountants terug te draaien. Hij kon niet alle vragen behandelen vanwege het nog lopende strafrechtelijke onderzoek.

## Sponsoring
In 2007 besloot Ballast Nedam een fotowedstrijd in het leven te roepen; de Bouw In Beeldprijs. De prijs wordt elk jaar uitgereikt aan een fotograaf die in de ogen van de jury de thema's onderdak, beschutting en bescherming voor dat jaar het beste heeft vertaald.